# Nicholas Loftus
Nicholas Loftus (c.1687 - 31 décembre 1763) est un homme politique et pair anglo-irlandais. 

## Biographie
Il est le fils de Henry Loftus et d'Anne Crewkern. Il sert à la Chambre des communes irlandaise en tant que député de Fethard entre 1710 et 1713, Clonmines de 1713 à 1715 et Wexford County entre 1715 et 1751. En quittant les Communes, Loftus est élevé à la Pairie en tant que baron Loftus, de Loftus Hall dans le comté de Wexford dans la pairie d'Irlande le 5 octobre 1751, et prend son siège à la Chambre des lords irlandaise. Il est investi en tant que membre du Conseil privé d'Irlande en 1753. Il est créé vicomte Loftus d'Ely dans le comté de Wicklow, également un titre dans la pairie irlandaise, le 19 juillet 1756. 
Il épouse l'hon. Anne Ponsonby, fille de William Ponsonby (1er vicomte Duncannon) et Mary Moore, en avril 1706. Ils ont cinq enfants : 
- Mary Loftus (décédée en 1779)
- Anne Loftus (décédée le 10 novembre 1768)
- Elizabeth Loftus (d. Juin 1747) qui épouse Sir John Tottenham, 1er baronnet et est la mère de Charles Loftus (1er marquis d'Ely)
- Nicholas Hume-Loftus, 1er comte d'Ely (1708 - 31 octobre 1766)
- Henry Loftus (1er comte d'Ely) (18 novembre 1709 - 8 mai 1783)

Il a également deux enfants illégitimes par sa gouvernante irlandaise, May Hernon: 
- Edward Loftus, 1er baronnet (vers 1742 - 17 mai 1818)
- Colonel Nicholas Loftus